# Walter Sutton
Pour les articles homonymes, voir Sutton.
Walter Stanborough Sutton (5 avril 1877 - 10 novembre 1916) est un médecin et généticien américain principalement connu pour sa contribution à la théorie des chromosomes (ou théorie chromosomique de Sutton et Boveri).
En 1903, il propose que les chromosomes soient le support de l'information génétique.